# Franz Pforr
Franz Pforr, född 5 april 1788 i Frankfurt am Main, Tyskland, död 16 juni 1812 i Albano Laziale söder om Rom, Italien, var en tysk målare under romantiken, son till Johann Georg Pforr.
Tillsammans med bland andra Peter von Cornelius och Friedrich Overbeck utgjorde han konstnärsgruppen nasarenerna.